# Juegos Asiáticos de Playa de 2010
Los II Juegos Asiáticos de Playa se celebraron en Mascate (Omán), del 8 de diciembre al 16 de diciembre de 2010, bajo la denominación Mascate 2010.
Participaron un total de 1146 deportistas representantes de 43 países miembros del Consejo Olímpico de Asia. El total de competiciones fue de 52 repartidas en 14 deportes.
Los juegos dejaron un legado para Omán, para Mascate y su futuro. El evento permitió mejorar el reconocimiento de Omán a escala mundial, fortalecer su reputación en el deporte y como destino turístico creando nuevas oportunidades económicas en el país. Además proporcionó experiencia y conocimientos a la población local, promovió el espíritu de voluntariado y la participación en actividades comunitarias.

## Participantes

### Naciones participantes
43 miembros del Consejo Olímpico de Asia participaron en la segunda edición de los Juegos. Corea del Norte y Macao no enviaron delegación a los juegos a pesar de ser invitados. A continuación se detalla la lista de todas las delegaciones participantes:
| - Afganistán - Baréin - Bangladés - Bután - Brunéi - Camboya - China - Hong Kong - India - Indonesia - Irán | - Irak - Japón - Jordania - Kazajistán - Corea del Sur - Kuwait - Kirguistán - Laos - Líbano - Malasia - Maldivas | - Mongolia - Birmania - Nepal - Omán - Pakistán - Palestina - Filipinas - Catar - Arabia Saudita - Singapur - Sri Lanka | - Siria - China Taipéi - Tayikistán - Tailandia - Timor Oriental - Turkmenistán - Emiratos Árabes Unidos - Uzbekistán - Vietnam - Yemen |

### Deportes
Entre los deportes tradicionales y no tradicionales que se duspitaron en los juegos, se identifican:
| - Waterpolo de Playa - Natación en aguas abiertas - Balonmano playa - Kabaddi de playa | - Sepak takraw de playa - Fútbol de playa - Voleibol de playa - Culturismo | - Jet ski - Navegación a vela - Tent Pegging | - Triatlón - Esquí acuático - Woodball |

## Símbolos

### Logotipo
El emblema oficial de los juegos, fue diseñado por Saleem Sakhi, artista reconocida de Omán. El logotipo representó la relación existente entre los ciudadanos de Omán y el mar. El dibujo mostró una Vela que simbolizó la relación entre Omán y el resto de Asia, alumbrado por el sol del Consejo Olímpico de Asia. Las fuertes olas representó la vitalidad, sostenibilidad, solidez y los retos que deben afrontar los deportistas en las competiciones deportivas.

### Mascota
Tres "amigos" de los juegos fueron la representación oficial de los Juegos. Las mascotas simbolizaron una especie en peligro de extinción en Omán. De esta manera formaron parte de una campaña en pro del medio ambiente que se lleva a cabo en el país sede.
Sus nombres fueron: Al-Jebel (Tahr), Al-Reeh (hubara) y Al-Med (tortuga verde) y fueron elegidos para representar a la tierra, el agua y los cielos de Omán. Cada personaje aportó una personalidad propia en busca de construir el espíritu olímpico entre los participantes. Por ejemplo Al-Jebel mostró la ambición en el amor por la competencia, Al-Reeh apoyó el juego limpio y la importancia del trabajo en equipo y Al-Med enseñó el compromiso, la amabilidad y la paciencia en cada persona y hacia los demás.

### Lema
El lema oficial de los juegos fue "Juntos brillamos" (en inglés Together We Shine). El mensaje buscó transmitir que Omán es parte de Asia, siendo un hecho muchas veces desconocido. De esta manera, el comité comento: "el sol del Consejo Olímpico de Asia es traído al país, el cual brillará ante todos los deportistas, visitantes y voluntarios participantes del evento".

## Organización

### Comité organizador
El 29 de septiembre de 2009, se formó el Comité organizador de los Juegos Asiáticos de Playa Mascate 2010 (MABGOC), siendo Sayyid Haitham Bin Tarik Bin Taimoor Al Said su presidente. Su objetivo fue planificar y ejecutar las actividades relacionadas con la segunda edición de los Juegos Asiáticos. MABGOC estuvo compuesto por personal local e internacional con experiencia en la organización de eventos deportivos internacionales y nacionales.

### Instalaciones deportivas
Omán desarrolló un área de 100 hectáreas aproximadamente, a 125 kilómetros de Mascate (23°47′26″N 57°36′34″E / 23.79056, 57.60944
), llamada Ciudad deportiva Al-Musannah, para ser la sede principal de los juegos. El desarrollo comenzó en noviembre de 2007 y estuvo integrado por una mezcla de instalaciones temporales y permanentes, como: un hotel para los invitados y medios de comunicación, una villa deportiva para los atletas, edificios administrativos, centros de prensas, restaurantes, instalaciones recreativas y un puerto deportivo. Además varias de las playas de la zona fueron sede de competiciones deportivas.

## Desarrollo

### Ceremonia de apertura

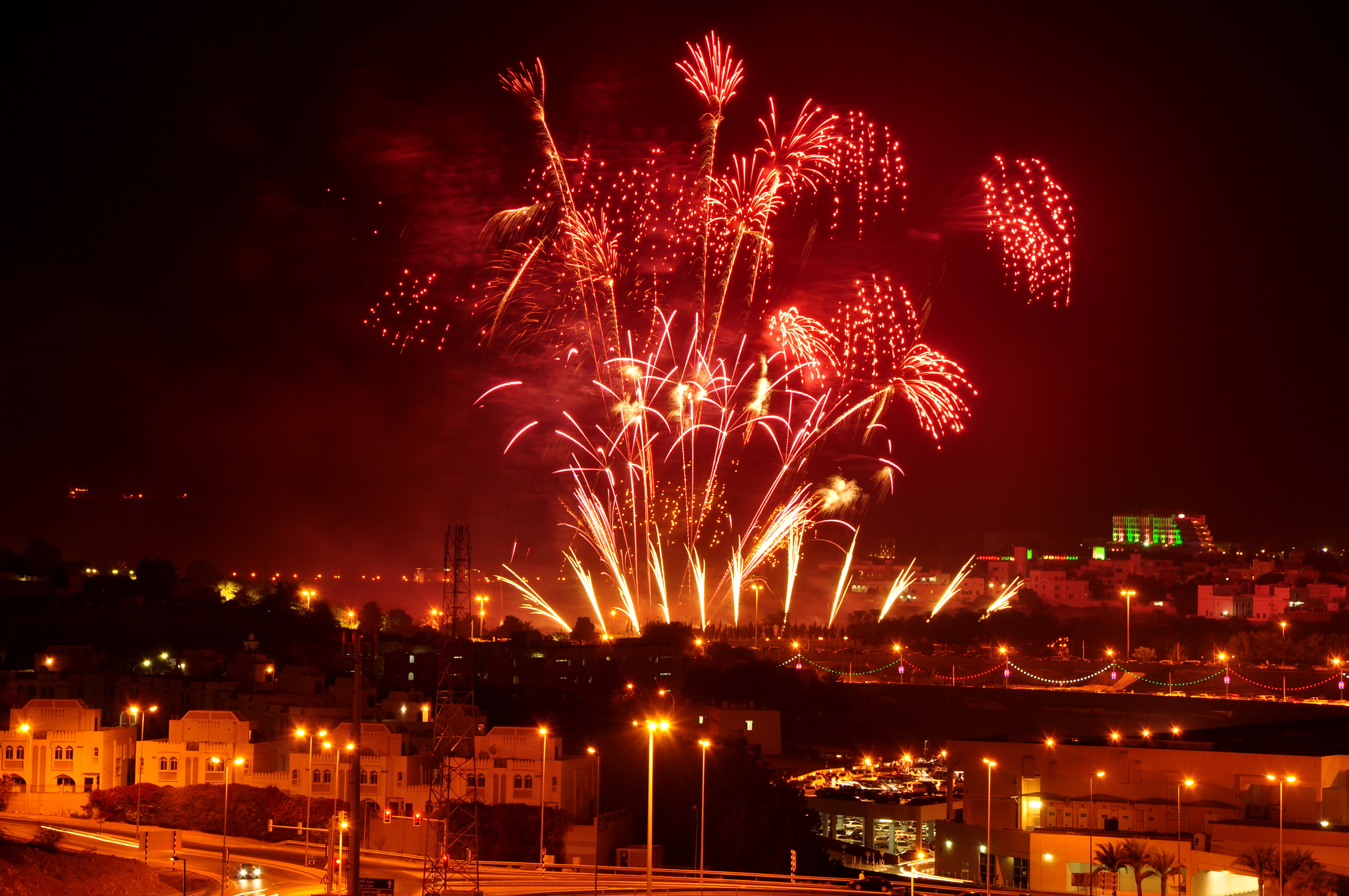
Ceremonia de apertura acompañada por fuegos artificiales.

La ceremonia de apertura se realizó en la Ciudad deportiva Al-Musanna el 8 de diciembre de 2010 a partir de las nueve de la mañana (UTC +4 GMT). En el evento su alteza Sayyid Fahd bin Mahmoud al Said, vice primer ministro de Omán, declaró abierto los juegos. El sultán estuvo acompañado de Jacques Rogge presidente del Comité Olímpico Internacional y Ahmed Al-Fahad Al-Ahmed Al-Sabah, presidente del Consejo Olímpico de Asia.
Fatma Al Nabhani, destacada tenista mundial de Omán, estuvo a cargo del encendido del pebetero después de un espectáculo de música, danzas y fuegos artificiales que representaron la historia del país y de su patrimonio nacional. La ceremonia estuvo integrada por 500 artistas, de los cuales 200 eran omaníes, destacando el músico Salha Busaidy, la estrella de pop Massari y la cantante Tata Young.

### Medallero
| Núm.  | País                   | Oro | Plata | Bronce | Total | Orden |
| ----- | ---------------------- | --- | ----- | ------ | ----- | ----- |
| 1     | Tailandia              | 15  | 10    | 11     | 36    | 1     |
| 2     | China                  | 12  | 6     | 5      | 23    | 2     |
| 3     | Omán                   | 5   | 3     | 7      | 15    | 3     |
| 4     | Irak                   | 3   | 3     | 1      | 7     | 6     |
| 5     | Indonesia              | 3   | 2     | 6      | 11    | 4     |
| 6     | India                  | 3   | 0     | 1      | 4     | 12    |
| 8     | Corea del Sur          | 2   | 3     | 0      | 5     | 10    |
| 9     | Emiratos Árabes Unidos | 2   | 2     | 0      | 4     | 12    |
| 10    | Japón                  | 2   | 1     | 3      | 6     | 7     |
| 11    | Kazajistán             | 1   | 2     | 0      | 3     | 15    |
| 12    | Siria                  | 1   | 1     | 0      | 2     | 18    |
| 12    | Malasia                | 1   | 1     | 0      | 2     | 18    |
| 14    | Vietnam                | 0   | 4     | 4      | 8     | 5     |
| 15    | Pakistán               | 0   | 4     | 2      | 6     | 7     |
| 16    | Jordania               | 0   | 2     | 1      | 3     | 15    |
| 17    | Birmania               | 0   | 2     | 0      | 2     | 18    |
| 18    | China Taipéi           | 0   | 1     | 4      | 5     | 10    |
| 19    | Hong Kong              | 0   | 1     | 3      | 4     | 12    |
| 20    | Yemen                  | 0   | 1     | 2      | 3     | 15    |
| 21    | Irán                   | 0   | 0     | 2      | 2     | 18    |
| 22    | Líbano                 | 0   | 0     | 1      | 1     | 22    |
| 22    | Arabia Saudita         | 0   | 0     | 1      | 1     | 22    |
| 22    | Tayikistán             | 0   | 0     | 1      | 1     | 22    |
| 22    | Bangladés              | 0   | 0     | 1      | 1     | 22    |
| 22    | Brunéi                 | 0   | 0     | 1      | 1     | 22    |
| TOTAL | TOTAL                  | 50  | 49    | 57     | 156   |       |

### Múltiples Ganadores
El tablero de multimedallas de los Juegos Asiáticos de Playa Mascate 2010 presenta los cuatro deportistas que conquistaron más medallas en las competiciones deportivas realizadas en Mascate, Omán.

Fuente: Organización de los Juegos Asiáticos de Muscat 2010. 
| Clasificación | Deportista       | País | Disciplina   |   |   |   | Total |
| 1             | Ali Al Balushi   | Omán | Tent pegging | 3 | 0 | 1 | 4     |
| 2             | Nasser Al Siyabi | Omán | Tent pegging | 3 | 0 | 0 | 3     |
| 3             | Ali Bannon       | Irak | Tent pegging | 2 | 1 | 0 | 3     |
| 4             | Hilal Al Balushi | Omán | Tent pegging | 2 | 0 | 1 | 3     |

| Predecesor: Bali 2008 | II Juegos Asiáticos de Playa 2010 | Sucesor: Haiyang 2012 |